# Mario Orazio Perelli
Mario Orazio Perelli (Ferrara, 23 novembre 1899 – Milano, 10 maggio 1981) è stato un anarchico e partigiano italiano.
Tra i condannati per la Strage del Diana nel 1921, è stato comandante delle Brigate Bruzzi-Malatesta durante la Resistenza.

## Biografia
In gioventù abbraccia l'ideologia anarchica partecipando alla campagna antimilitarista collegata alla prima guerra mondiale. Dopo la grande guerra assume posizioni anarco individualiste ma questo non gli impedisce di lavorare per Umanità Nova, nel periodo diretto da Errico Malatesta. In seguito all'attentato del teatro Diana a Milano viene arrestato nel 1922 e condannato a una dura pena carceraria anche se si dichiara estraneo ai fatti. Nel 1932 è scarcerato per amnistia. Con lo scoppio della guerra viene inviato al confino e nello specifico a Ventotene, dopo a Ponza e in seguito a Renicci d'Anghiari. Da qui fugge, nei giorni successivi all'8 settembre 1943, durante uno spostamento con l'acquiescenza di un ufficiale di ideologia vicina al fascismo ma che non voleva che il gruppo di anarchici di cui Perelli faceva parte cadesse in mano ai nazifascisti che si avvicinavano. Raggiunta Milano pubblica negli anni successivi diversi giornali clandestini: L'Idea proletaria, L'Azione libertaria, Rivoluzione e organizza assieme ad altri compagni le Brigate Bruzzi-Malatesta. Dopo la fine della seconda guerra mondiale è esponente di spicco della cosiddetta ala libertaria all'interno del movimento anarchico, che si scinderà dalla FAI all'inizio del 1946. Tale corrente non avrà però successo nel movimento anarchico. Secondo alcune fonti negli anni cinquanta Perelli, attratto dall'esperienza di socialismo antistalinista jugoslavo, avrebbe partecipato, con un altro compagno anarchico, alla fondazione di un partito titoista che non avrà gran seguito.. È invece sicuramente attestata la sua appartenenza al Partito Socialista Italiano, pur senza ricoprire incarichi di rilievo.